# Dako Radošević
Dako Radošević (17 de agosto de 1934 - 14 de agosto de 2021) foi um ex-lançador de disco da Bósnia que competiu nos Jogos Olímpicos de Verão de 1956 e nos Jogos Olímpicos de 1964.